# Sciurus deppei
Sciurus deppei (Вивірка Депе) — вид ссавців, гризунів родини Вивіркових (Sciuridae). Вид названий на честь Фердінанда Депе (нім. Ferdinand Deppe, 1794—1861), германського колекціонера та артиста.

## Поширення
Країни поширення: Беліз, Коста-Рика, Сальвадор, Гватемала, Гондурас, Мексика, Нікарагуа. Висота проживання: від низовин до 2800 м. Живе в вічнозелених і напівлистопадних лісах, віддаючи перевагу районах з високою вологістю і густою рослинністю. Заходить в сільськогосподарські райони і може бути шкідником кукурудзи та інших культур, але зникає, якщо сусідній ліс сильно порушений.

## Морфологія
Верх тіла варіює в кольорі від темного рудо-коричневого з сивиною до жовтувато коричневого чи навіть сірувато-коричневого. Зовнішні поверхні ніг темно сірі. Хвіст зверху чорний, посипаний білим, знизу колір хвоста варіює від вохрового до насичено-іржавого, обрамлений смугою чорного волосся з білими чи блідо-жовтими кінчиками. Низ тіла зазвичай від білого чи жовтуватого до тьмяно-рудого. Зубна формула: I 1/1, C 0/0, P 2/1, M 3/3 = 22.

## Поведінка
Денний. Іноді спускається на землю, поїсти або перетнути галявину, але в основному деревний. Робить гніздо в порожнині дерева або робить гніздо встелене листям на гілках на висоті від 6 до 20 м над землею. Раціон включає в себе насіння і плоди, в тому числі інжир, Manilkara zapora, Brosimum alicastrum і Poulsenia armata. Гриби, пагони і листя також споживаються. Як правило, самотній, мовчазний, і непомітний, але іноді видає високі трелі та щебетання.

## Загрози та охорона
Загрози невідомі. Цей вид зустрічається в ряді природоохоронних територій.